# Anne de Mowbray, 8:e grevinna av Norfolk
Anne de Mowbray, 8:e grevinna av Norfolk, född 10 december 1472 på Framlingham Castle, död 19 november 1481 i Greenwich, var gift med Rikard av Shrewsbury, hertig av York. Hon avled vid åtta års ålder.

## Biografi
Anne de Mowbrays far avled 1476 och hon ärvde då en stor förmögenhet. Den 15 januari 1478 vigdes hon med Rikard av Shrewsbury, hertig av York i St Stephen's Chapel i Westminsterpalatset. Hon var då fem år gammal, han fyra.
Anne avled vid åtta års ålder och vilar i Westminster Abbey.

### Webbkällor
- Moorhen, Wendy (25 februari 2005). ”Anne Mowbray: In Life and Death” ( PDF). Ricardian Bulletin. Arkiverad från originalet den 23 november 2010. https://web.archive.org/web/20101123003906/http://www.richardiii.net/PDFS/anne_mowbray.pdf. Läst 26 juni 2015.